# Alexander Windsor, jarl af Ulster
Alexander Patrick Gregers Richard Windsor, jarl af Ulster (født 24. oktober 1974) er den eneste søn af hertugen og hertuginden af Gloucester. Som den ældste søn af hertugen af Gloucester er han tildelt høflighedstitlen jarl af Ulster.

## Uddannelse
Han blev uddannet på Eton og King's College i London (BA War Studies, 1996) derefter Royal Military Academy Sandhurst. 

## Erhverv
Lord Ulster blev ansat i King's Royal Hussars i 1995 og har været kaptajn siden 2000; major siden 2008. Han var i aktiv tjeneste i Kosovo i 2002.

## Familie
Ulster giftede sig den 22. juni 2002 med læge Claire Booth (født 1977). Brylluppet fandt sted i Chapel Royal i St. James's Palace; parret har to børn:
- Xan Richard Anders Windsor, Lord Culloden (født 12. marts 2007)
- Lady Cosima Rose Alexandra Windsor (født 20. maj 2010).

## Udmærkelse
- - General Service Medal (Militærtjeneste Medalje)
- - NATO Medalje for KFOR
- - Forsvarets Medalje for Irak
- - Queen Elizabeth II Golden Jubilee Medal
- - Queen Elizabeth II Diamond Jubilee Medal

## Fodnoter
1. ↑  Debrett's People of Today
2. ↑  Chapels Royal